# Большая Речка (Красноярский край)
Больша́я Ре́чка — посёлок в Ермаковском районе Красноярского края. Входит в состав Разъезженского сельсовета.

## География
Посёлок находится в предгорьях Западного Саяна, на берегах реки Оя.

## История
Изначально населённый пункт возник как посёлок лесозаготовителей. Предполагалось, что после выработки леса люди снимутся и уедут из этого труднодоступного места. Постепенно в посёлке появилась десятилетняя школа, стационарная больница, несколько магазинов, почта.

## Население
| 1989 | 2002 | 2010 |
| ---- | ---- | ---- |
| 364  | ↘274 | ↘184 |

## Экономика
Жители посёлка заняты сбором дикоросов, а также лесозаготовкой, которая ведется в небольших масштабах. Важную роль в жизни поселка играет река Оя, по которой осуществляется сплав и заброска грузов для рыбаков и охотников.

## Транспорт
Транспортное сообщение с райцентром Ермаковское (удаленность 35 км) обеспечивает рейсовый автобус, который ходит три раза в неделю.
В Большой Речке заканчиваются все дороги, ведущие на юг Ермаковского района. Дальше посёлка можно проехать только на грузовой машине по старой лесовозной дороге примерно на 15—20 км.